# Monastero di Vorau
Il monastero di Vorau, in Stiria, è un monastero di Canonici regolari della Congregazione lateranense austriaca.

## Storia
Fu fondato nel 1163 da Ottocaro III, margravio di Stiria, e affidata ai canonici dalla cattedrale di San Ruperto a Salisburgo.
Doveva servire a promuovere la cultura spirituale e materiale nella regione ed assumere la cura d'anime nelle parrocchie di Vorau e Dechantskirchen.
Fu incendiato nel 1237 e ripetutamente saccheggiata dai raubritter tra il 1246 e il 1276. Le attività pastorali e l'insegnamento svolti dai canonici consentirono al monastero di resistere alla soppressione decretata da Giuseppe II d'Asburgo-Lorena nel 1782.
Il 25 giugno 1907 si unì, insieme agli atri monasteri di canonici regolari austriaci sopravvissuti alle soppressioni giuseppine, in una congregazione aggregata a quella del Santissimo Salvatore lateranense.
Il monastero fu soppresso dopo l'annessione dell'Austria alla Germania nazista e fu gravemente danneggiato durante le ultime fasi della seconda guerra mondiale; fu riaperto nel 1945.